# Dampyr
Dampyr é uma revista de banda desenhada do gênero terror publicada na Itália pela Sergio Bonelli Editore, criada em 2000 por Mauro Boselli e Maurizio Colombo. 
O personagem Dampyr é na verdade Harlan Draka, um dampiro, filho de um vampiro e de uma humana, combate sua guerra contra as mil faces das forças do mal. Metade humano e metade criatura alienígena, é a única criatura que pode matar os arquivampiros ou os mestres da noite, além de suas cortes de não-mortos e as outras criaturas das trevas que infestam o nosso e outros mundos.

## Publicações em português
No Brasil Dampyr teve 12 números publicados pela Editora Mythos  entre 2004 e 2005, em 2017, a Editora 85  lançou um projeto de financiamento coletivo através da Plataforma Catarse para viabilizar a volta da série ao país.
Publicações da Mythos
- Dampyr 001 - O Filho do Vampiro, setembro/2004[1][6]
- Dampyr 002 - A Estirpe da Noite, outubro/2004[7]
- Dampyr 003 - Fantasmas de Areia, novembro/2004[8]
- Dampyr 004 - Noturno Vermelho, dezembro/2004[9]
- Dampyr 005 - O Teatro dos Passos Perdidos, janeiro/2005[10]
- Dampyr 006 - A Costa dos Esqueletos, fevereiro/2005[11]
- Dampyr 007 - Zona Proibida, março/2005[12]
- Dampyr 008 - Das Trevas, abril/2005[13]
- Dampyr 009 - A Vampira de Berlim, maio/2005[14]
- Dampyr 010 - Casa de Sangue, junho/2005[15]
- Dampyr 011 - Nêmesis, julho/2005[16]
- Dampyr 012 - Alma Perdida, agosto/2005[17]

Publicações da Editora 85
- Dampyr - Volume 4, março de 2018[18]